# Nikolai Malikoff

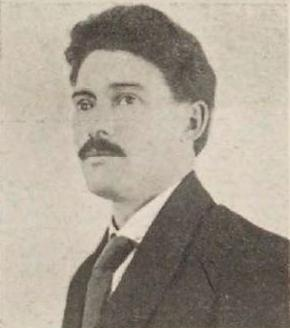
Nikolai Malikoff

Nikolai Malikoff (russisch Николай Петрович Маликов Nikolai Petrowitsch Malikow, ukrainisch Миколай Петрович Маліков Mykolaj Petrowytsch Malikow; * 1874 in Kiew, Russisches Kaiserreich; † 20. April 1931 in Riga, Lettland) war ein russisch-ukrainischer Filmregisseur und Schauspieler mit intensiver Karriere beim deutschen Stummfilm.

## Leben und Wirken
Malikoff begann seine Bühnenlaufbahn 1896 im Zarenreich. Keine zwei Jahrzehnte Jahre später stieß Malikoff, der bereits 1908 Interesse an der noch in den Kinderschuhen befindlichen russischen Kinematographie bekundet hatte, zum Film – zunächst als Regieassistent, kurz darauf als Regisseur. Mit Ausnahme von „Magnolia“ (Магнолия) war kaum einer dieser Filme, die sich oftmals literarischer Vorlagen russischer Großautoren (Leo Tolstoi, Anton Tschechow, Alexander Puschkin) bedienten und heute nahezu durchgehend verschollen sind, erfolgreich.
Infolge der revolutionären Umwälzungen seit 1917, des sich anschließenden Bürgerkrieges und der wirtschaftliche Notjahre (1918 bis 1920) in Russland entschloss sich Malikoff 1921 zur Emigration und verließ das Land in Richtung Lettland, um in Riga Theaterstücke zu inszenieren. Im Jahr darauf fand er sich in Paris ein und ging noch 1922 nach Berlin, wo er mit der Mitemigrantin Olga Gsovskaja seinen ersten deutschen Film inszenierte. Dieser war jedoch kein kommerzieller Erfolg und blieb weitgehend unbeachtet. Nach einigen weiteren Regieversuchen wurde der von einer eindrucksvollen Erscheinung bestimmte Malikoff vor die Kamera geholt und wirkte bis zum Ende des Stummfilms in einer Fülle von deutschen Kinoproduktionen mit. In „Rasputins Liebesabenteuer“ spielte er 1928 eine seiner wenigen Hauptrollen, den titelgebenden, finsteren Mönch. 
Der deutschen Sprache kaum mächtig, kehrte Malikoff mit dem Aufkommen des Tonfilms nach Lettland zurück, wo er bereits 1931 verstarb.

## Filmografie
als Regisseur:
- 1915: Гранатовый браслет
- 1915: Накануне
- 1916: Магнолия
- 1916: Печать проклятия
- 1916: Человек без пуговиц
- 1917: Власть демона
- 1917: Иго любви
- 1917: Психея
- 1918: Белые голуби
- 1918: Вечная сказка жизни
- 1918: Метель
- 1918: Неразгаданная женщина
- 1918: Несчастная
- 1922: Psicha, die Tänzerin Katherina der Großen
- 1923: Frühlingsfluten
- 1924: Zaungäste des Lebens
- 1927: Die Apachen von Paris

als Schauspieler:
- 1920: Der verbotene Weg
- 1922: L‘homme qui pleure
- 1922: Erniedrigte und Beleidigte
- 1925: Zaungäste des Lebens
- 1925: Die Insel der Träume
- 1926: Fedora
- 1926: Fräulein Mama
- 1926: Überflüssige Menschen
- 1926: Sein großer Fall
- 1926: Der Sohn des Hannibal
- 1927: Kopf hoch, Charly!
- 1927: Der Kampf des Donald Westhof
- 1927: Die Apachen von Paris
- 1927: Das Mädchen aus der Fremde
- 1928: Der Präsident
- 1928: Marquis d’Eon, der Spion der Pompadour
- 1928: Rasputins Liebesabenteuer
- 1929: Ich lebe für Dich
- 1929: Die Frau im Talar
- 1929: Sturmflut der Liebesabenteuer
- 1929: Frühlingsrauschen
- 1929: Spielereien einer Kaiserin
- 1929: Polizeispionin 77
- 1930: Das Wolgamädchen
- 1930: La vie miraculeuse de Thérèse Martin